# من کلنو
من کلنو (به لاتین: Ve-Koloenu) یک منطقهٔ مسکونی در غنا است که در منطقه ولتا واقع شده‌است.